# Poppo van Andechs-Meranië

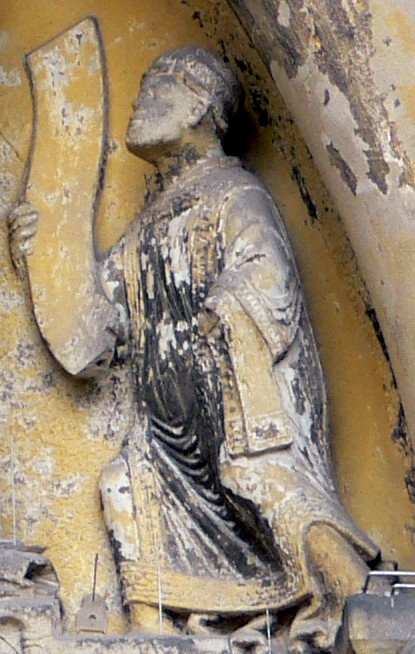
Poppo bij de Dom van Bamberg

Poppo Graf von Andechs-Meranien, ook Poppo van Meranië of Poppo van Andechs genoemd (1175 - 1245) was bisschop en domproost van Bamberg van 1238 tot 1242. Hij werd in dat jaar door keizer Frederik II uit zijn ambt ontheven.
Poppo stamt uit het in de 13e eeuw invloedrijke geslacht van Andechs-Meranië. Hij was de zoon van markgraaf Berthold III van Andechs (ook: markgraaf van Istrië) en oom van de heilige Hedwig van Silezië.
Poppo werd in 1239 bisschop van Bamberg. De financiële toestand van zijn bisdom was echter niet optimaal. Om schulden af te kunnen lossen, moest hij bezittingen van het bisdom verpanden. De door paus Gregorius IX in 1239 opnieuw uitgesproken ban tegen keizer Frederik II bracht Poppo in contact met de keizervijandige partij. Dit nam keizer Frederik II niet. Poppo had aan hem een eed van trouw gezworen. De keizer klaagde Poppo van Andechs-Meranië aan bij het gerechtshof wegens schending van de afgelegde eed van trouw en het tegen afbraakprijzen verkopen van bezittingen van zijn bisdom. In de eerste helft van 1242 werd Poppo schuldig bevonden en werden zijn hoogheidsrechten ingetrokken. Deze uitspraak stonden voor Poppo, die de bisschopswijding nog niet ontvangen had, gelijk aan een afzetting. Hij stierf op 4 december 1245.